# Nowosielce (Trzebnica)
Pour les articles homonymes, voir Nowosielce.
Nowosielce est une localité polonaise de la gmina d'Oborniki Śląskie, située dans le powiat de Trzebnica en voïvodie de Basse-Silésie.